# List Polikarpa do Filipian
List do Filipian (łac. Epistula ad Philippenes) – list do gminy chrześcijańskiej w Filippi, napisany przez biskupa Smyrny Polikarpa, jednego z Ojców Apostolskich. Jest to jedyne zachowane pismo jego autorstwa. Do IV wieku, tzn. do Synodu kartagińskiego (397 r.) list uznawano niekiedy za kanoniczny i czytano w kościołach.
Składa się z XIV krótkich rozdziałów. Rozdział XIII był pierwotnie oddzielnym listem, napisanym po wizycie św. Ignacego Antiocheńskiego w Filippi około 107 roku. Polikarp dołączył go do wysłanego Filipianom zbioru listów Ignacego, zapytując o jego los i odpowiadając na niezachowany list od mieszkańców miasta. Rozdziały I-XII powstały ok. 135. Wówczas mieszkańcy Filippi zwrócili się o radę do Polikarpa zaniepokojeni działalnością Marcjona. Rozdział XIV ma charakter postscriptum do obu części. Obydwa utwory połączono przed IV wiekiem. Oryginał pisany był w języku greckim, zaginęły jednak rozdziały X-XII oraz XIV i znane są one dziś jedynie z późniejszego przekładu na łacinę.
List zawiera wyznanie wiary w mękę i zmartwychwstanie Jezusa. Podkreśla wyraźnie realność jego ciała i cierpienia, potępiając poglądy doketów. Polikarp kieruje także napomnienia do członków gminy, pisząc o obowiązkach wdów, małżonków i diakonów, a także potępiając skąpstwo i nieczystość.
Fragment Listu został przytoczony w Konstytucji dogmatycznej o Kościele Lumen gentium n. 29 (1964) Soboru watykańskiego II w kontekście wypowiedzi dotyczącej powinności diakonów.